# St. Georg (Dürnzhausen)

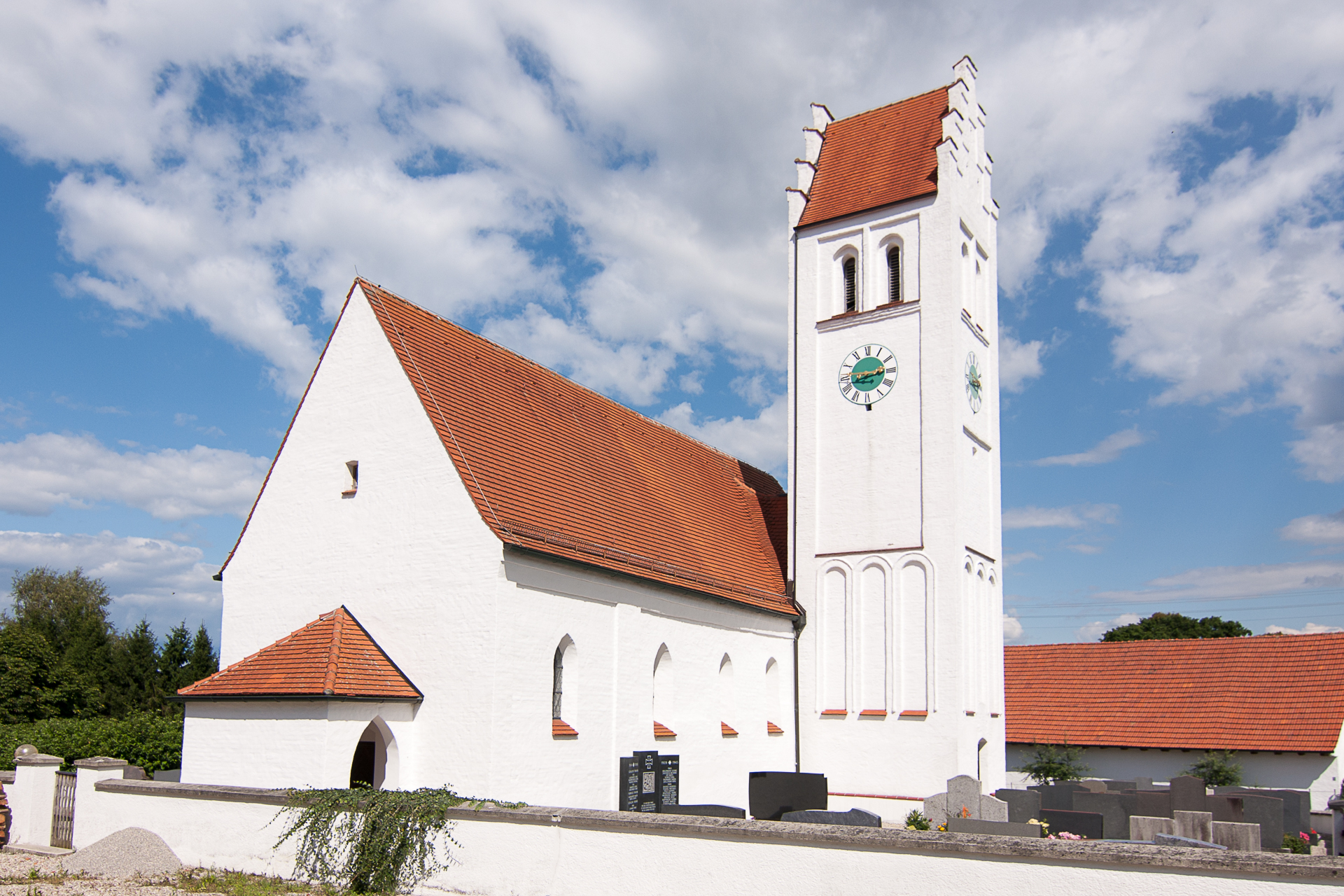
St. Georg in Dürnzhausen

Die römisch-katholische Kuratiekirche St. Georg steht in Dürnzhausen, einem Pfarrdorf der Gemeinde Schweitenkirchen im oberbayerischen Landkreis Pfaffenhofen an der Ilm. Das Bauwerk ist als Baudenkmal unter der Nr. D-1-86-152-7 eingetragen. Die Kirche gehört zum Dekanat Freising im Erzbistum München und Freising.

## Beschreibung
Die Saalkirche wurde um 1500 unter Verwendung romanischer Bausubstanz errichtet. Sie besteht aus einem Langhaus, das um 1800 und 1903 verlängert wurde, einem eingezogenen spätgotischen Chor mit einem Joch und Fünfachtelschluss im Osten, einem Vorzeichen im Westen, in dem sich das Portal befindet, und einem Chorflankenturm an der Südwand des Chors, dessen oberstes Geschoss den Glockenstuhl mit vier Kirchenglocken und das Geschoss darunter die Turmuhr beherbergt, und der zwischen Staffelgiebeln quer mit einem Satteldach bedeckt ist. 
Der Innenraum des Langhauses ist mit einer Flachdecke überspannt, der des Chors mit einem Netzgewölbe. Die Orgel auf der Empore wurde 1904 von Willibald Siemann gebaut. Die Kirchenausstattung wurde 1954 erneuert.